# Trematomus bernacchii
Trematomus bernacchii är en fiskart som beskrevs av George Albert Boulenger 1902. Trematomus bernacchii ingår i släktet Trematomus och familjen Nototheniidae. Inga underarter finns listade i Catalogue of Life.